# 더 뉴 월드 (영화)
《르 누보 몽드》(프랑스어: Le Nouveau monde, 영어: New World)는 알랭 코르노 감독의 1995년 프랑스 드라마 영화로, 제2차 세계 대전 이후의 프랑스를 다루고 있다. 니콜라 샤텔과 사라 그라팽 등의 프랑스 배우들과 함께 제임스 갠돌피니와 얼리샤 실버스톤 등 미국 배우들도 출연했다. 파스칼 키냐르의 소설 〈L'Occupation américaine〉(프랑스어)이 원작이다. 이 영화는 니콜라 샤텔의 처음이자 마지막 영화 출연작이며, 사라 그라팽과 에리크 스바네의 영화 데뷔작이다.

## 줄거리
1950년대 프랑스. 파트리크 카리옹(니콜라 샤텔 분)은 미국에 대한 모든 것을 숭배하는 소년으로, 미군 기지 근처의 작은 마을에서 성장한다. 그는 사랑스러운 여자 친구 마리조제 비르(사라 그라팽 분)와 행복한 가족과 함께 즐거운 프랑스 생활을 즐긴다. 그러나 미군 윌 커베라(제임스 갠돌피니 분)를 만나면서 그의 삶은 영원히 변하게 된다. 커베라는 파트리크에게 미국의 음악, 재미, 자유, 그리고 여자들을 소개한다. 그의 지도 아래 파트리크는 드럼 연주자가 되겠다는 꿈을 좇게 되고 미국 소녀 트루디 워드(얼리샤 실버스톤 분)와 사랑에 빠지게 된다. 파트리크의 가족과 전 여자친구는 파트리크가 현실을 마주하면서 어떤 미국의 방식에는 대가가 따른다는 것을 알고 상처를 입는 것을 목격한다.

## 출연진
- 니콜라 샤텔
- 사라 그라팽
- 제임스 갠돌피니
- 얼리샤 실버스톤
- 기 마르샹
- 에리크 스바네 (크레디트 미기재)

## 개봉
이 영화는 미국에서는 New World라는 제목으로 바로 비디오로 출시되었다. 프랑스에서는 1995년 2월 22일에, 일본에서는 1996년 7월 20일에, 터키에서는 1998년 1월 13일에 개봉되었다.

## 홍보 문구
- 한 명의 미군 병사가 그들의 삶을 바꿀 것이다... 영원히.